# Ornithoctonus costalis
Ornithoctonus costalis là một loài nhện trong họ Theraphosidae.
Loài này thuộc chi Ornithoctonus. Ornithoctonus costalis được Joachim Schmidt miêu tả năm 1998.